# 梅若六郎
梅若六郎（うめわか ろくろう）とは、シテ方観世流の一派、梅若家の当主が用いる名。
同名に付けられる序数は当代までで56世に及び、これは日本の世襲称号としては類を見ない数である。これは、同名が能はおろかその源流である猿楽が始められるよりも更に前から名乗られ続けた名であることを意味する。なお、この序数56は下記する橘諸兄から数えたものであり、実際に梅若六郎を名乗ったのは40数代とされる。
梅若家の祖は奈良時代の皇族・貴族である橘諸兄にまで遡るとされ、その10世孫である従五位下梅津兵庫頭橘友時により梅津氏が立てられたことを基とする。梅津氏はその後山城国から丹波国に移り、時期は不明だがいつしか猿楽を始めるようになり、能の大家の一つとなった。
当代の梅若六郎は梅若六郎 (56世)。1988年襲名。
- 梅若六郎 (52世)（1828年（文政11年） - 1909年（明治42年））
  - 隠居後、初代梅若実を名乗る。
- 梅若六郎 (53世)→観世清之
- 梅若六郎 (54世)（1878年（明治11年） - 1959年（昭和34年））
  - 隠居後、二世梅若実を名乗る。
- 梅若六郎 (55世)（1907年（明治40年） - 1979年（昭和54年））
  - 三世梅若実を追贈。
- 梅若六郎 (56世)（1948年（昭和23年） - ）
  - 2代目梅若玄祥、四世梅若実を名乗る。

## 系譜
```
凡例
　太線は実子、細二重線は養子
```

```
(
矢来観世家
)    (
梅若万三郎
家)                  
初世梅若実
            
紅雪
(5) (
観世銕之丞
家)
 ┃　　  　┏━━━┳━━━━━━━━━━━━━━━━┃━━━━━┓　　　 ┣━━━━┓

清之
====津留子　
初世万三郎
　　   　                
二世梅若実
 　濱子====
華雪
(6)  
雅雪
(7) 　　　　　              　　　　　　　　　　　　　　　　　　　　　　　　　　　　 
紅雪
(5)
 ∥ 　　　　  　　 ┣━━━━━━━━┓　　　        ┃　　　　　　　　         　　┃

初世喜之
　　 　　
二世万三郎
         
初世猶義
　      
五十四世六郎
                   
銕之丞静夫(8)

 ∥　　  　　　    ┣━━━━┓      ┃              ┃             ┏━━━┳━━━┫

二世喜之
　　 　  
三世万三郎
 
万佐晴
  
五世梅若吉之丞
  
五十五世六郎
          
寿夫
  　
栄夫
　 
銕之丞暁夫(9)
====五世
井上八千代

 ∥  　  　        ┣━━━━┓      ┃              ┃                            ┏━━━━┫

三世喜之
　　     
紀長
　　 　
久紀
    
二世猶義
    　  
五十六世六郎
                         　
観世惇夫
　
井上安寿子

 ┃

喜正
```